# Gwangmyeong
Pour les articles homonymes, voir Kwangmyong.
Gwangmyeong (coréen : 광명시, Hanja : 光明市) est une ville de Corée du Sud, en banlieue sud de Séoul, dans la province de Gyeonggi.
Elle comptait 349 328 habitants en février 2011 et 354 846 en janvier 2018.
Elle est desservie par la ligne 7 du métro de Séoul.
La grande et belle gare de Gwangmyeong, desservie uniquement par les KTX (TGV coréens) a été établie en 2004 dans une zone encore agricole et mal desservie. On peut y voir une volonté politique de développement, à l'écart des zones trop densifiées de l'agglomération de Séoul.
Depuis 1973, Kia fait tourner une usine d'assemblage de voitures dans le quartier de Soha : l'usine de Sohari. Avec celles de Hwaseong et de Gwangju, c'est une de ses trois usines du pays.
Le grand homme de la ville Lee Won-Ik (ko)(1547~1634) fut un lettré et un homme politique de la période Joseon. Plusieurs monuments lui sont dédiés, en particulier à 1084 et 1086 Soha 2-dong. 

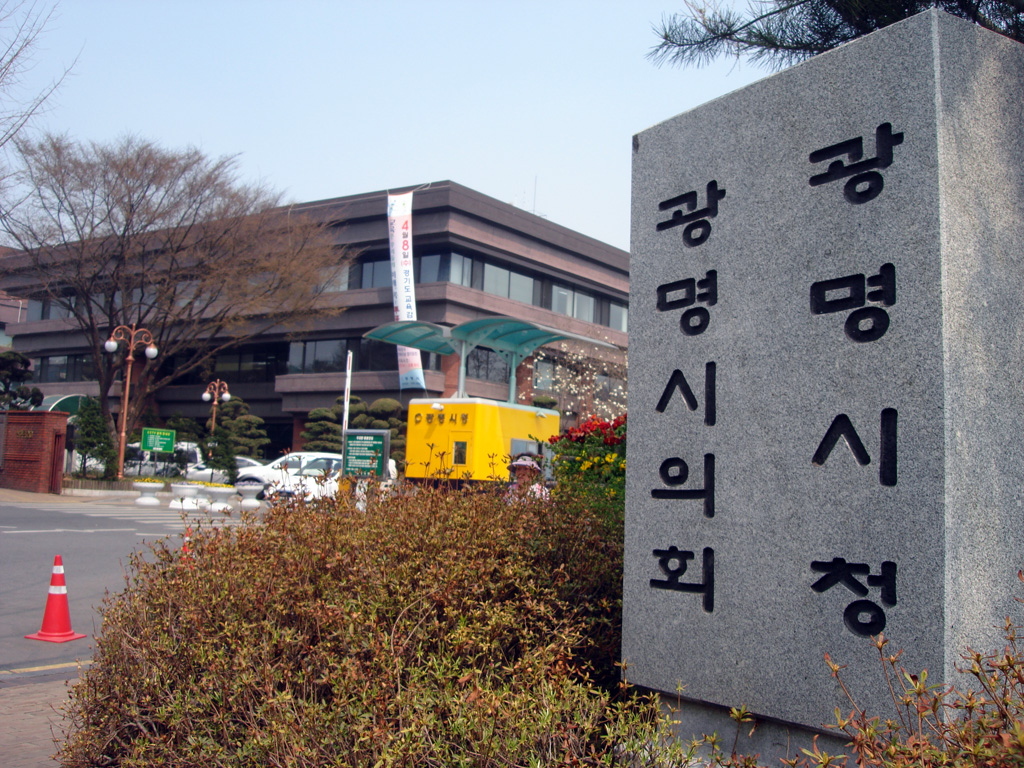
La mairie de Gwangmyeong

## Jumelages
La ville de Gwangmyeong est jumelée avec :
- Osnabrück (Allemagne) depuis le 29 septembre 1997
- Austin (États-Unis) depuis le 6 février 2001
- Liaocheng (Chine) depuis le 5 novembre 2003
- Yamato (Japon) depuis le 24 novembre 2009
- Jecheon (Corée du Sud) depuis le 18 avril 2008
- Saint-Maurice-de-Cazevieille (France) depuis le 16 octobre 2014